# الجاءة (جبلة)

تعديل مصدري - تعديل

الجاءة محلة تابعة لقرية القلعة، التابعة لعزلة الشهلي بمديرية جبلة إحدى مديريات محافظة إب في الجمهورية اليمنية، بلغ تعداد سكانها 73 حسب تعداد اليمن لعام 2004.